# تاموگامی توشیرو
تاموگامی توشیرو (به ژاپنی: 田母神 俊雄, Tamogami Toshio)؛ زادهٔ ۲۲ ژوئیهٔ ۱۹۴۸) فرد نظامی اهل ژاپن است.